# Bitwa pod Depułtyczami Królewskimi
Bitwa pod Depułtyczami Królewskimi – bitwa stoczona 5 sierpnia 1863 roku w czasie powstania styczniowego.
Tego dnia do powstańców z oddziałów Cieszkowskiego, Józefa Władysława Ruckiego, Władysława Eminowicza i Święcickiego dotarły wieści o zbliżaniu się znacznych sił rosyjskich z Krasnegostawu, Uściługa, Włodawy i Dubienki. Powstańcy wyruszyli w stronę Depułtycz i tuż za miejscowością Pokrówka o godz. 10.30 natknęli się na żołnierzy rosyjskich. W trakcie kilkugodzinnej bitwy, wyparli Rosjan do Depułtycz, a następnie zmusili do odwrotu w kierunku Wierzchowin. W bitwie poległo 23 żołnierzy rosyjskich i 11 powstańców.
Bitwa pod Depułtyczami należy do największych na terenie ziemi chełmskiej, zakończonych polskim sukcesem.